# 世界城市文化論壇
世界城市文化論壇（英語：World Cities Cultural Forum，簡稱為WCCF）是全世界的城市彼此之間交流城市文化的平臺。于2012年成立，最早由英國倫敦提出，美國紐約、法國巴黎和中國上海等城市響應。截止2020年為止，已有42個城市為平台成員。而中國南京市在2019年加入，並與世界城市文化論壇合作舉辦了《世界城市文化空間與夜經濟發展論壇》。

## 活動
2020年11月24日到2020年11月25日，在中国南京市中国科举博物馆举行了世界城市文化论坛南京区域论坛。以「文化创造城市空间」与「24小时夜间经济」为两大主轴，讨论在后疫情时代，未来的文化、城市和空间的改革与创新以及夜间经济带来的影响与发展。本次活动同时在线上进行直播、线下则是透过专家学者面对面的谈话来进行。